# Juan José Rendón
Juan José Rendón (Caracas, Venezuela, 27 de enero de 1964) es un estratega político, conocido por ser el que más campañas electorales ha dirigido y ganado. El diario ABC en español lo califica como uno de los 10 más influyentes del mundo. Experto en resolución de crisis y activista de derechos humanos. Es el primer estratega en haber ingresado al Hall de la fama de la consultoría por la revista Campaigns & Elections. Es asilado político en los Estados Unidos.
Rendón liderado más de 5.000 campañas provinciales, estatales, municipales y legislativas. Entre las campañas presidenciales destacan las de Enrique Peña Nieto en México, las dos campañas presidenciales de Juan Manuel Santos en Colombia, en Honduras las de Juan Orlando Hernández y Porfirio Lobo.

## Familia y entorno personal
Rendón nació en 1964 en Caracas, Venezuela, en el Hospital Militar de la parroquia San Juan. Su padre, Juan José Rendón González es un militar retirado, el suboficial del ejército más condecorado de su época. Su madre, Zoraida Delgado, fue una de las primeras militantes de su parroquia inscrita en el partido Acción Democrática, el que promovió y ayudó a finalizar la dictadura de Marcos Pérez Jiménez en 1958. Fue también secretaria ejecutiva del fundador de la Opep, el venezolano Juan Pablo Pérez Alfonzo. Se cree que Rendón es un seguidor del cristianismo y del budismo.

## Primeros años de carrera
A temprana edad, Rendón comenzó a trabajar en la industria publicitaria como escritor creativo y consultor de campañas, hasta llegar a puestos gerenciales. Luego creó su propia agencia de publicidad y también comenzó a trabajar en campañas políticas. Fue profesor de creatividad y estudios de mercado en el Instituto de Nuevas Profesiones, donde supervisó trabajos de posgrado.
En 1987 participa en la segunda campaña presidencial de Carlos Andrés Pérez en Venezuela, donde conoce y asiste al consultor estadounidense Joseph Napolitan. Se convierte en el creador de una campaña destinada a estimular el voto joven a través de un movimiento conocido como "La Venezuela 2000" que fue trascendental para el triunfo presidencial.

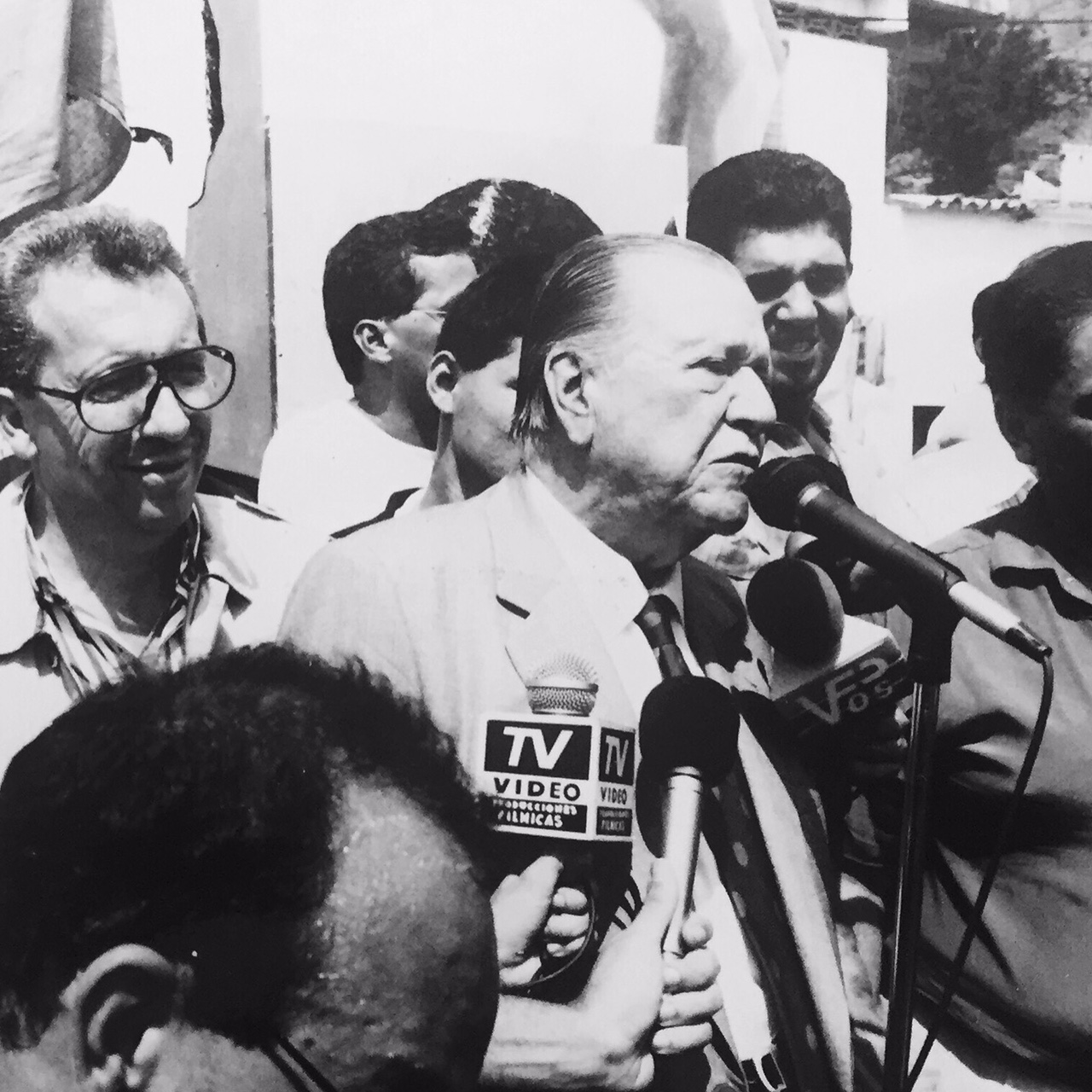
Rafael Caldera en Mérida durante su campaña presidencial.

En 1993 fue contratado como vicepresidente creativo de la agencia "Chiripa publicidad" que manejó la campaña presidencial del entonces candidato Rafael Caldera, conocida como la campaña del "chiripero", en alusión al nuevo partido conformado por Caldera, Convergencia. El partido se de independientes y disidentes (chiripas) de los dos grandes partidos políticos tradicionales, Acción Democrática y Copei.
En 1998 fue el estratega de la campaña a senador del expresidente Carlos Andrés Pérez que, enfrentando un juicio por malversación de fondos, se convirtió en el primer candidato en ganar estando preso. 

## Trayectoria
A partir del año 2000, la carrera de Rendón se hizo internacional. Posteriormente en agosto, un mes después de la derrota del Partido Revolucionario Institucional (PRI), que durante 71 años había ganado todas las elecciones presidenciales, viajó a México y se convirtió en el estratega del partido, atendiendo la mayor parte de sus campañas en todo el territorio. Durante más de una década se hizo cargo de las campañas de gobernadores, alcaldes, parlamentarios y candidatos presidenciales.
En el año 2001 hizo una campaña que remontó indicadores negativos en la elección de gobernaturas que se hizo en Tabasco, y en las campañas de Sinaloa y Veracruz, también con triunfo. En 2005 asesoró el proceso de fundación del Partido Nueva Alianza. 
En año 2005 se encarga en Colombia de desarrollar la campaña de lanzamiento del Partido de Unidad Nacional, el Partido de la U, que surgió como un movimiento para apoyar la reelección de Álvaro Uribe en 2006. La campaña desafió la forma tradicional de hacer propaganda y publicidad en Colombia y los resultados fuero victoria. Álvaro Uribe Vélez ganó la reelección con un nuevo partido que rompió 156 años de bipartidismo.
Cuando Juan Manuel Santos fue nombrado ministro de la Defensa en Colombia durante la presidencia de Álvaro Uribe en el 2006, J.J. Rendón se convirtió en el principal estratega del ministerio. Durante este tiempo, hubo notables operaciones militares para rescatar a secuestrados por las FARC, incluyendo la Operación Jaque, el 2 de julio de 2008, que resultó en el rescate de la candidata presidencial Íngrid Betancourt, dos contratistas estadounidenses y varios oficiales de policía y del ejército, en poder de la guerrilla por más de seis años. Otra fue la conocida como Operación Emmanuel, que logró el rescate del hijo de Clara Rojas, compañera de fórmula presidencial de Íngrid Betancourt. En este caso, el entonces presidente de Venezuela Hugo Chávez, y la senadora Piedad Córdoba fueron intermediarios con las FARC. Insistían en que liberarían al niño Emmanuel y al resto de los secuestrados. Pero el rescate finalmente fue realizado por las fuerzas militares.
En 2009 el gobernador del estado de Veracruz, Fidel Herrera Beltrán, le encargó el manejo de la crisis desatada en ese estado luego de que los medios aseguraran que el origen de la epidemia mundial de influenza AH1N1 se encontraba en La Gloria, un pueblo ganadero de la costa del Golfo de México. Ese mismo año, con su productora audiovisual Get Real Films, Rendón produjo y dirigió el documental Here Comes The Wolf donde plantea una denuncia acerca de la responsabilidad de la Organización Mundial de la Salud (OMS), los gobiernos y los medios de comunicación, en el manejo de la información pública relacionada con los hechos que conllevaron a la alarma mundial. El documental fue narrado por el actor Andy García y participó en varios festivales internacionales. 
En 2010, Rendón fue el estratega de la campaña presidencial de Juan Manuel Santos contra el candidato del Partido Verde, Antanas Mockus; Santos resultó elegido en una campaña que en apenas 35 días revirtió la tendencia negativa que traía. El año 2013, Rendón se incorpora a la campaña por la reelección de Juan Manuel Santos. Santos fue reelegido presidente de Colombia por votación popular en junio de 2014.
En esto, es acusado por el líder del cartel colombiano Los Rastrojos, Javier Antonio Calle Serna, de recibir 12 millones de dólares de agrupaciones narcotraficantes a cambio de interceder con Santos para que sus integrantes no fuesen extraditados a Estados Unidos. Rendón negó haber recibido dicho dinero y decidió retirarse de la campaña alegando que no deseaba afectarla y que esperaba se hiciera una investigación sobre el caso. La Fiscalía dictaminó que las alegaciones contra Rendón no eran acordes con la evidencia presentada y que tal dinero no había existido, por lo que el caso fue cerrado.
En 2019 el Presidente interino de Venezuela Juan Guaidó, con el respaldo de la Asamblea Nacional, lo nombra estratega general del comité presidencial para atender la crisis. Es la primera vez que Rendón acepta un cargo público. Nueve meses después se hace pública su carta de renuncia al cargo.

## Activismo político
Rendón ha ganado atención internacional por su papel como activista contra gobiernos a los que él llama regímenes "neo-totalitarios". Es denominado "el enemigo del Socialismo del Siglo XXI" y enemigo del Foro de São Paulo por asesorar candidatos presidenciales y gubernamentales que se oponen a dichas ideologías, en especial por su oposición al expresidente Hugo Chávez y al presidente actual de Venezuela, Nicolás Maduro. El año 2004 viajó a votar en el referendo revocatorio del mandato presidencial de Hugo Chávez en Venezuela y tras observar irregularidades en la forma en que se emitían los resultados, alertó del fraude a la dirigencia opositora e hizo la denuncia en medios nacionales e internacionales. Desde ese momento, el régimen lo declara enemigo número uno y arrecia una persecución que ha durado décadas y que ha denunciado en medios alrededor del mundo. Los gobiernos de la izquierda alineados con el de Venezuela y mismo foro de Sao Paulo lo han convertido en un target.
En 2013, asesoró al candidato presidencial y opositor al gobierno de Venezuela, Henrique Capriles, en las elecciones presidenciales que debieron adelantarse tras la muerte de Hugo Chávez y que dieron triunfador a Nicolás Maduro. Capriles se negó a aceptar los resultados de esas Elecciones presidenciales de Venezuela de 2013 alegando fraude electoral. Presentó evidencias y pidió que se hiciera una auditoría y se abrieran las cajas para contar una a una las papeletas, pero las autoridades se negaron a esa metodología alegando que no estaba prevista en la ley.
Luego de 15 años y 19 elecciones que fueron anunciadas por el oficialismo como perdidas por la oposición al gobierno, el 6 de diciembre de 2015 el gobierno venezolano reconoció que sí había ganado 112 puestos en la Asamblea Nacional. Sin embargo, el presidente Nicolás Maduro y Jorge Rodríguez, el principal estratega del gobierno venezolano, declararon en televisión nacional que la Mesa de la Unidad (grupo oficial de la oposición venezolana) había ganado a causa de una "guerra económica y sicológica", liderada por J.J. Rendón y los oponentes a su gobierno.
La persecución que ha generado su activismo por la democracia llevó a Rendón a pedir asilo político en los Estados Unidos, el cual le fue otorgado después de tres años de trámites, a principios de junio de 2016. Viste de negro desde el año 2000 y ha dicho que lo mantendrá hasta que regrese la libertad a Venezuela.

### El Poder de Uno (Conferencia)
En 2013 crea una conferencia llamada "El Poder de Uno" como respuesta a la denuncia de fraude electoral en las elecciones presidenciales de Venezuela. En esta conferencia, Rendón expone estrategias prácticas para activistas políticos en la defensa por la democracia y la lucha ante regímenes neo-totalitarios (la nueva forma de los regímenes totalitarios) o lo que Rendón llamó "La Nueva Cara de la Dictadura" en la charla que ofreció en el TEDxMidAtlantic, en el 2014. Rendón ha presentado la conferencia sin costo alguno en más de 30 ciudades latinoamericanas, para la serie de conferencias TED en Washington D.C y en sede de las Naciones Unidas en Nueva York.
Rendón se autodenomina un "enemigo de los gobiernos neo-totalitarios" y pone como ejemplos de este tipo de gobiernos al de Cuba, Venezuela y Nicaragua, países donde las credenciales democráticas han sido cuestionadas por muchos, incluyendo el gobierno de EE. UU. y el presidente Barack Obama.

## En la cultura popular
Su trayectoria profesional ha sido aprovechada por productores y guionistas de series de televisión que se han inspirado en él para crear personajes en producciones como Señora Acero de Telemundo, Juanpis González, la serie, Pálpito de Netflix y la película La Campaña. Recientemente, la periodista y escritora venezolana María Elena Lavaud publicó en Amazon el libro "¿Quién es J. J., más de 100 testimonios y una entrevista al estratega más perseguido del mundo", donde el estratega habla por primera vez con tanto detalle acerca de su vida personal y su carrera profesional.

## Premios y reconocimientos
- (2016) Mención Honorífica Napolitan Victory Awards, otorgado por The Washington Academy of Political Arts & Sciences.
- (2015) Premio Humanitario de Innovación por su imacto social y trayectoria en favor de los derechos humanos y la defensa de la democracia y libertad, otorgado por Naciones Unidas.[56]
- (2015) Napolitan Victory Awards en tres categorías, otorgado por The Washington Academy of Political Arts & Sciences por la campaña de  Juan Manuel Santos en Colombia.[57]
- (2015) Llaves de la ciudad del Doral (Florida), por su trayectoria a favor de la democracia, entregado por alcalde Luigi Boria.[58]
- (2014) Premio Libertad y Democracia por su lucha por la democracia, los DH y la libertad de expresión (VI Cumbre Mundial de Comunicación Política)[59]
- (2014) Medalla "Verdad y Libertad", por su lucha por la democracia y la libertad de expresión.[59]
- (2014) Reed Award en las categorías de mejor campaña política electoral, mejor spot electoral de TV, mejor spot de campaña de contraste, mejor jingle de campaña, mejor spot viral en internet, mejor spot de radio en campaña electoral y mejor manejo de crisis política.
- (2012) Primer estratega en ingresar al Salón de la Fama Iberoamericana de la Consultoría Política, revista "Campaign and Elections".[60]
- (2011) Honorary PhD en Ciencia Política otorgado por Cambridge Graduate University International.
- (2011) Medalla de Honor al Mérito, entregada por el presidente de Honduras Porfirio Lobo Sosa.[61]
- (2011) Architect of the Capitol. La bandera de Estados Unidos fue izada en su honor por su compromiso y defensa de la libertad y la democracia.
- (2011) Doctor honoris causa en Ciencias Políticas otorgado por la Universidad Internacional de Panamá.[62]
- (2011) Doctorado honoris causa otorgado por la Escuela Superior Internacional de Bruselas.
- (2011) Doctor honoris causa de Iberoamérica, otorgado por el Consejo Iberoamericano.
- (2003) Premio Anual Especial a las Nuevas Técnicas de Comunicación Política (ALACOP)

## Otras campañas y asesorías
- Juan Manuel Santos (Colombia)[63]
- Enrique Peña Nieto (México)[64][65]
- Porfirio Lobo Sosa y Juan Orlando Hernández (Honduras)[8]
- Henrique Capriles (Venezuela)[66]
- Norman Noel Quijano (El Salvador)[67][68][69]
- Partido de la U (Colombia)[21]
- Partido Revolucionario Institucional (México)[70]
- Partido Nueva Alianza (México)

## Alegaciones y controversias
- En una entrevista a la revista Semana (Colombia), Rendón declaró que se convirtió en perseguido político a partir del 2004, cuando denunció el fraude del Referéndum presidencial de Venezuela:[71] "el chavismo cree que cualquier denuncia en su contra es una operación de la CIA, dice que yo fui pagado por esa agencia y el Pentágono para que hiciera propaganda negra".[72]

- En el 2010, Mario Silva, presentador del programa La Hojilla y partidario del gobierno de Hugo Chávez Frías, acusó a J.J. Rendón de dirigir una campaña de "guerra sucia" utilizando "estrategias psicológicas y rumores".[73]

- En el 2013, Nicolás Maduro lo señaló como líder de una campaña contra Venezuela comandada desde Bogotá. Previamente lo había llamado "enemigo público número uno de Venezuela".[74][75]

- En septiembre de ese mismo año 2013, Nicolás Maduro, junto con Diosdado Cabello, acusan a Rendón de ser autor de un audio en el que Hugo Chávez supuestamente habló con su hermano Adán, lo cual insinuaba que Hugo Chávez se encontraba vivo.[76]

- En noviembre de 2013, la fiscal venezolana Luisa Ortega Díaz pidió a Interpol emitir una alerta roja para capturar a Rendón y extraditarlo a Venezuela por delitos de violencia sexual en varios países. Rendón demostró que no había estado en esos países en la fecha de las denuncias. Luego de las investigaciones, la Interpol señaló que no había caso para la captura.[77][78]

- Según el periódico venezolano El Nacional, J.J. Rendón también fue acusado por el régimen de conspirar contra el gobierno de Nicolás Maduro.[79]

- Ha sido criticado por utilizar el rumor en favor de sus clientes en campañas políticas. Rendón no niega el uso del rumor como herramienta poderosa para las campañas electorales. En una entrevista con Ismael Cala en CNN en español, Rendón aseguró que es un medio, incluso más eficaz que los medios de comunicación tradicionales y enfatizó que el rumor no es sinónimo de mentira.[30]

- En 2016 la revista Bloomberg Businessweek publicó una entrevista donde el hacker colombiano Andrés Sepúlveda declaró que alteró campañas electorales en Latinoamérica trabajando para Rendón. El mismo año, tras negar esas afirmaciones, Rendón demandó a Sepulveda, a Bloomberg 	Businessweek y a los periodistas que firman el reportaje. La demanda sigue en proceso.

- El 4 de mayo de 2020 Rendón y el parlamentario Sergio Vergara, otro miembro del comité presidencial para atender la crisis venezolana, son acusados por el régimen de Nicolás Maduro de estar vinculados con una incursión marítima conocida como "Macuto" en la que militares y civiles disidentes venezolanos junto a un contratista y exmilitar estadounidense de la empresa Silvercorp, intentaban derrocar a la dictadura de Venezuela. Rendón negó las acusaciones, renunció al comité de estrategia y se dedicó a dar una serie de entrevistas a medios de comunicación y portales de todo el mundo para informar que si bien existió un acuerdo de servicios con Silvercorp, el mismo había sido anulado meses antes de la incursión, cosa que el propio contratista confirmó en una entrevista pública.[80][81]